# Jacksonville International Airport

i7
i11
i13
Der Jacksonville International Airport (IATA-Code: JAX, ICAO-Code: KJAX) ist einer von drei Flughäfen der Großstadt Jacksonville im Nordosten des US-Bundesstaates Florida. Zudem befindet sich die Jacksonville Air National Guard Base auf dem Flughafengelände.

## Lage und Verkehrsanbindung
Der Jacksonville International Airport liegt 18 Kilometer nördlich des Stadtzentrums von Jacksonville. Die Florida State Road 102 verbindet den Flughafen mit der rund vier Kilometer östlich verlaufenden Interstate 95. Zusätzlich wird der Flughafen durch Florida State Road 243 mit der vier Kilometer südlich verlaufenden Interstate 295 verbunden.
Der Jacksonville International Airport wird durch Busse in den Öffentlichen Personennahverkehr eingebunden. Die Route 1 der Jacksonville Transportation Authority verbindet den Flughafen regelmäßig mit dem Stadtzentrum.

## Geschichte

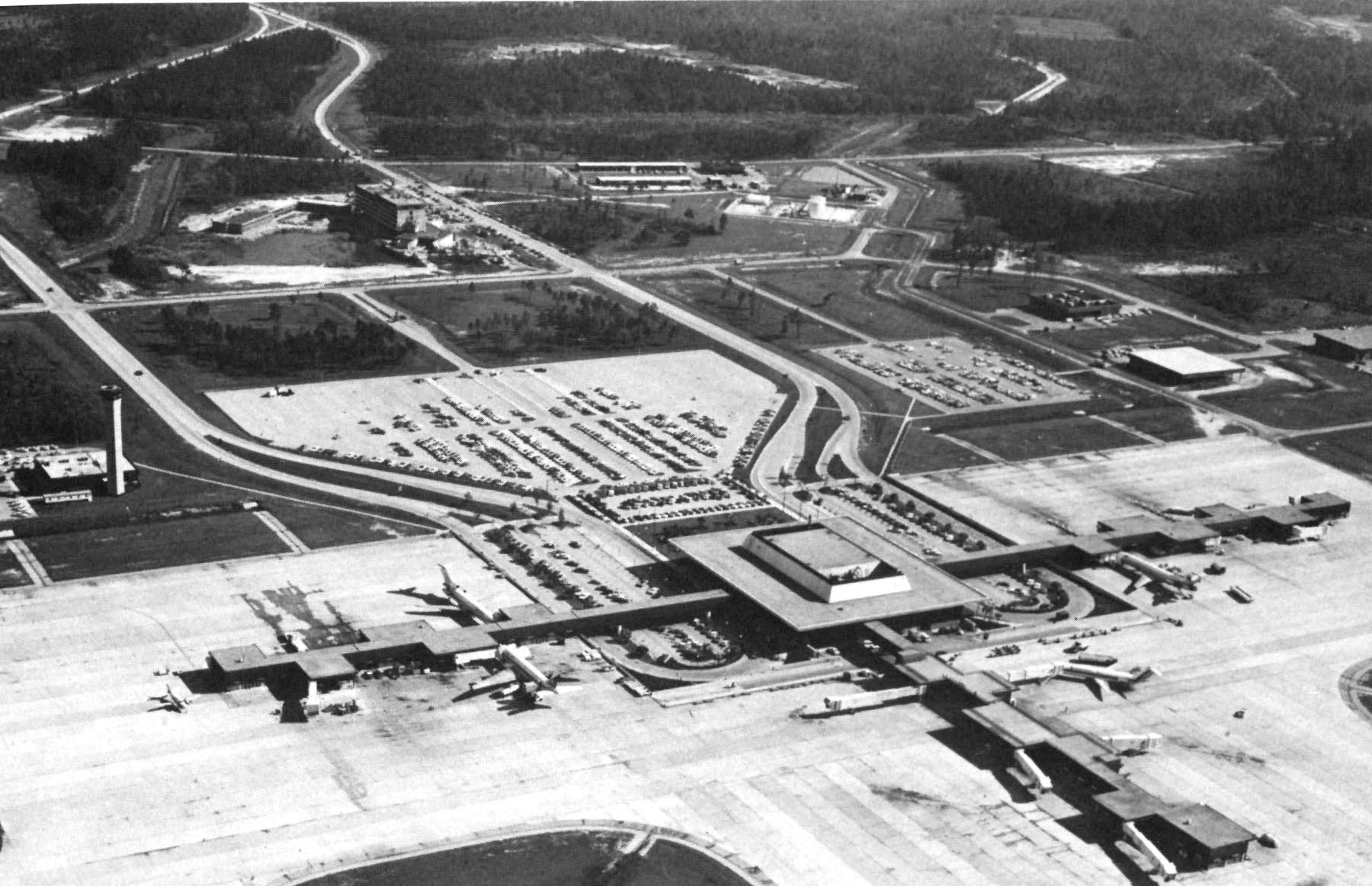
Der Flughafen in den 1960ern

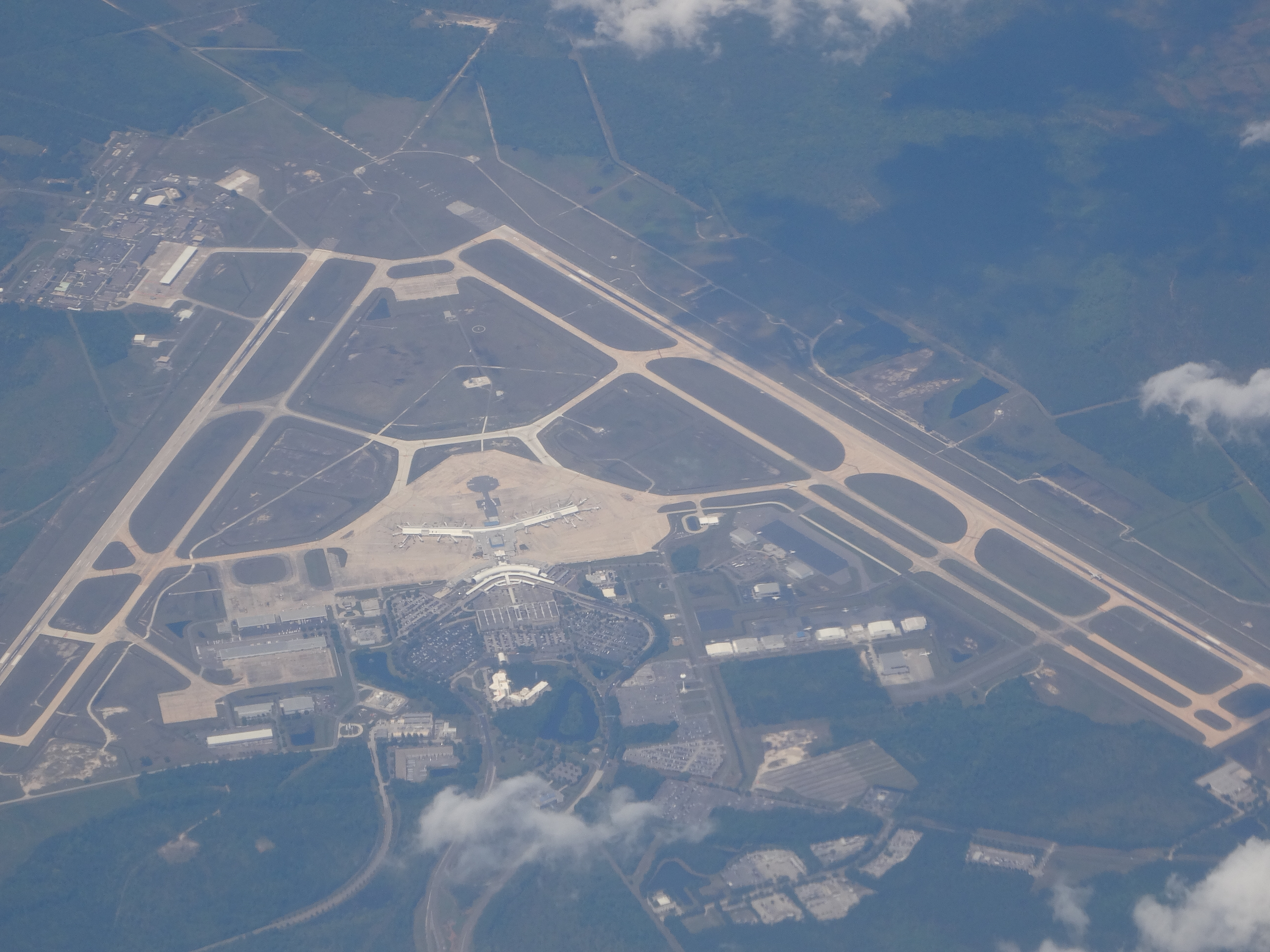
Luftbild des Flughafens

Der Jacksonville International Airport wurde am 27. Oktober 1968 eröffnet und ersetzte den Jacksonville Imeson Airport als Verkehrsflughafen der Stadt Jacksonville. 1990 wurde ein neues Passagierterminal eröffnet, dessen Errichtung kostete rund 100 Millionen US-Dollar. 1998 begann man mit einer Erweiterung des Passagierterminals, die ersten beiden Phasen wurden 2003 und 2004 abgeschlossen. Die dritte Phase umfasste den Abriss der alten Concourses A bis C und die Errichtung der heutigen Concourses A und C.

## Flughafenanlagen
Der Jacksonville International Airport erstreckt sich über eine Fläche von rund 3.432 Hektar.

### Start- und Landebahnen
Der Jacksonville International Airport verfügt über zwei Start- und Landebahnen. Die nördliche Bahn 08/26 ist 3048 m lang und 46 m breit. Die südliche Bahn 14/32 ist 2347 m lang und ebenfalls 46 m breit. Beide Start- und Landebahnen sind mit einem Belag aus Beton ausgestattet.

### Passagierterminal
Der Flughafen verfügt über ein Passagierterminal mit zwei Concourses und insgesamt 20 mit Fluggastbrücken ausgestattete Flugsteige. Es befinden sich jeweils zehn Flusteige in den Concourses A und C.

### Militär
Die Jacksonville Air National Guard Base befindet sich südwestlich der Start- und Landebahn 14/32. Auf ihr ist 125th Fighter Group der Florida Air National Guard stationiert; diese ist seit 2025 mit Lockheed Martin F-35A ausgerüstet.

## Fluggesellschaften und Ziele
Der Jacksonville International Airport wird von den Fluggesellschaften Allegiant, American Airlines/American Eagle, Delta Air Lines/Delta Connection, Frontier Airlines, Jetblue Airways, Silver Airways, Southwest Airlines und United Airlines/United Express genutzt.
Es werden 35 Ziele in den Vereinigten Staaten angeflogen, darunter vor allem die Drehkreuze der einzelnen Fluggesellschaften. Das mit Abstand wichtigste Ziel ist dabei Atlanta, Delta Air Lines verbindet die Küstenstadt bis zu achtmal am Tag mit ihrem Drehkreuz, teils mit einem Airbus A321-200 und teils einer Boeing 757. Zusätzlich führt auch Southwest Airlines Flüge nach Atlanta durch.
Obwohl der Flughafen offiziell Jacksonville International Airport heißt, wird er derzeit nur mit Inlandszielen verbunden. Zeitweise flog Air Canada nach Toronto.

## Verkehrszahlen
| Jahr | Fluggastaufkommen | Luftfracht (Tonnen) (mit Luftpost) | Flugbewegungen (mit Militär) |
| ---- | ----------------- | ---------------------------------- | ---------------------------- |
| 2020 | 2.845.711         |                                    |                              |
| 2019 | 7.186.639         |                                    |                              |
| 2018 | 6.460.561         |                                    |                              |
| 2017 | 5.563.303         |                                    |                              |
| 2016 | 5.591.886         | 70.626                             | 96.056                       |
| 2015 | 5.501.889         | 65.820                             | 93.010                       |
| 2014 | 5.230.988         | 64.689                             | 89.597                       |
| 2013 | 5.129.212         | 66.280                             | 90.034                       |
| 2012 | 5.222.125         | 67.959                             | 87.448                       |
| 2011 | 5.515.165         | 65.905                             | 97.801                       |
| 2010 | 5.601.500         | 66.654                             | 96.440                       |

### Verkehrsreichste Strecken
| Rang | Stadt                           | Passagiere | Fluggesellschaft                        |
| ---- | ------------------------------- | ---------- | --------------------------------------- |
| 01   | Atlanta, Georgia                | 323.200    | Delta, Southwest                        |
| 02   | Charlotte, North Carolina       | 174.720    | American/American Eagle                 |
| 03   | Dallas/Fort Worth, Texas        | 141.020    | American                                |
| 04   | Baltimore, Maryland             | 94.300     | Southwest                               |
| 05   | Nashville, Tennessee            | 61.880     | Southwest                               |
| 06   | Chicago–O'Hare, Illinois        | 59.530     | American/American Eagle, United Express |
| 07   | New York–JFK, New York          | 53.720     | Delta, JetBlue                          |
| 08   | Houston–Intercontinental, Texas | 50.460     | United Airlines/United Express          |
| 09   | Philadelphia, Pennsylvania      | 46.980     | American/American Eagle                 |
| 10   | Miami, Florida                  | 41.260     | American/American Eagle                 |

## Zwischenfälle
- Am 6. Dezember 1984 brach eine Embraer EMB 110P1 (N96PB) der Princetown-Boston Airline kurz nach dem Start vom Flughafen Jacksonville auseinander und stürzte zu Boden. Bei dem Absturz kamen alle 13 Insassen der Maschine ums Leben. Es wurde ein Strukturversagen im Bereich der Höhenruder festgestellt.[16]